# Jacob Ørn
Jacob Ørn (Aqvilinus), død 1654, var en dansk musiker og sanger i Christian 4.s kapel. (I Rasmus Nyerups litteraturleksikon og tidligere kilder, som Jessens Kongeriget Norge (1763), kaldes han fejlagtig Jacob Larsen Ørn.)
Ørn opholdt sig 1612-14 i England, hvor han uddannedes sammen med Hans Brachrogge og Mogens Pedersøn. Han blev ved sin hjemkomst ansat som sanger i Christian 4.s kapel. Langsomt, men sikkert, avancerede han her både i løn og anseelse og blev efterhånden en af kapellets faste støtter, der blev stående under de forskellige reduktioner, som tidsforholdene gjorde nødvendige. Først 1634 blev han vicekapelmester, men forestod allerede tidligere kapellet mellem Melchior Borchgrevincks to ansættelser og
efter dennes død, indtil Heinrich Schütz overtog ledelsen.
På grund af sin funktion benævnes Jacob Ørn ofte «Kapelmester», således for eksempel i Hillerød kirkes regnskaber 1631-33, da han lader to af sine spæde børn begrave. Som ældre mand havde han 1648 og 1649 den sorg at miste to unge døtre; han blev sidstnævnte år pensioneret med fuld gage på grund af sin lange og tro tjeneste.
Ved sin død 1654 efterlod han sønnen Christen, der senere blev rektor i Nykøbing på Falster og derefter i Sorø; dødsfaldet må være sket inden september, eftersom et vikarie ved Roskilde Domkirke, hvormed han siden 1619 havde været forlenet, i denne måned overdroges til organist Johan Lorentz. Det er rimeligvis Jacob Ørns hustru Kirstine, der nævnes i et skattemandtal af 1645, mærkelig nok som boende på Østergade, medens manden samtidig boede på Købmagergade.
Af hans kompositioner er kun bevaret en Pavane i et fra England stammende håndskrift, som findes i New York, samt en firestemmig udsættelse af koralen «Af Højheden oprunden er», trykt i Laurids Pedersen Thuras  Canticum canticorum Salomonis (København 1640). Det er måske dette dygtige arbejde, der gav biskop Jesper Rasmussen Brochmand anledning til 1641 at overdrage Ørn udarbejdelsen af en firestemmig koralbog, et værk, der synes at have været færdigt i manuskript og i brug 1647, men desværre er gået tabt.